# Кочано (Терни)
Кочано је насеље у Италији у округу Терни, региону Умбрија.
Према процени из 2011. у насељу је живело 26 становника. Насеље се налази на надморској висини од 452 м.